# SV Vitesse
El SV Vitesse es un equipo de fútbol de Bonaire que juega en la Liga de Bonaire, la máxima categoría de fútbol en el país.

## Historia
Fue fundado el 26 de enero de 1967 en la ciudad de Kralendijk luego de que se separara del SV Uruguay y debutó en la liga en la temporada 1967/68, logrando ganar el título en esa temporada, el primero de una serie de 4 títulos que ganó de manera consecutiva.
Posteriormente el club ganó más título y actualmente es uno de los clubes más ganadores de la Liga de Bonaire con 7 títulos, además de haber participado en algunas ocasiones del desaparecido Campeonato de las Antillas Neerlandesas.

## Palmarés
- Liga de Bonaire: 7

1967/68, 1968/69, 1969/70, 1970/71, 1980/81, 1990/91, 1993